# Delphine de Girardin
Delphine de Girardin   (Aquisgrà, 24 de gener de 1804 - antic 1r districte de París, 29 de juny de 1855) fou una escriptora i poetessa francesa cèlebre pel seu talent literari.
Era filla de la coneguda Sophie de la Valette Gay (Sophie Gay) i va ser coneguda al principi amb el nom de Delfina Gay. A l'edat de disset anys va dirigir a l'Acadèmia Francesa un treball en vers sobre Le dévouement des médecins français et de soeurs de charité dans la peste de Barcelone, i poc després va celebrar en sentides estrofes diversos esdeveniments que van excitar la simpatia general com La mort de Napoleó, La mort del general Foy, etc., el que li valgué el nom de Musa de la pàtria. El 1824 va publicar, amb el títol dEssais poètiques, una col·lecció de les seves produccions, Carles X de França li va assenyalar una pensió de 1.500 francs del seu peculi particular. El 1831, quan estava en l'apogeu de la seva bellesa i renom literari, es va casar amb Emile de Girardin, i va escriure després diverses novel·les cèlebres i algunes comèdies. El mèrit d'haver introduït a la premsa la secció de la crònica amena pertany a Girardin.

En efecte, va començar el 1836 a col·laborar a La Presse, diari fundat pel seu marit. A fi d'entretenir als lectors del diari amb alguna cosa diferent als sempiterns articles polítics, va començar a publicar amb el títol de Chroniques els seus graciosos articles sobre assumptes seriosos o alegres, importants o baladins, sobre personatges coneguts o individus anònims, sent l'estil sempre enginyós amb rivets ora humorístics, ora satírics. Girardin va imprimir a aquest gènere un caràcter que va seguir durant molts anys. Les seves Lettres parisiennes (1843), signades amb el pseudònim Vicomte de Lannay, són veritables models d'enginy, elegància i agudesa; amb gràcia, aparentment frivola, van dirigits els precisos dards, de manera que molts d'aquests articles contribueixen a il·lustrar els usos i costums de l'època. Sainte-Beuve va escriure a proposit del nou gènere: 
| « | <<El feuilleton, introduït en 1836 per madame de Girardin, amb el títol de Courrier de París, és atractiu, enginyós, de vegades paradoxal i sovint encertat. Per descomptat, és qüestió de no aprofundir gaire. En aquests articles la societat parisenca està jutjada segons el seu aspecte superficial, per les extravagàncies, les ridiculeses, els capricis d'una moda, d'un dia, d'una classe que considera com la més elegant>> | » |

A més de les produccions citades, se li deuen: 
- Les soeurs de Sainte-Camille, poema que aconseguí un premi;
- Hymne à Sainte Geneviéve (1825);
- La visión de Jeanne d'Arc; Le retour; Palerme; Le dernier jour de Pompei; La Queté en faveur des Grecs; Epître á la Chambre; Diatribe contre le général Cavainac, y altres obres poètiques.

Entre les seves novel·les i narracions citarem:
- Le lorgnon (1831);
- Contes d'une vieille á ses neveux (1832);
- Le marquis de Pontanges (1835);
- La canne de M. de Balzac (1836);
- Margueritte (1853);
- Il faut no jouer avec la douleur (1855);
- La croix de Berny (en col·laboració con Mery, J. Sandeau y Teófilo Gautier), etc.

Per al teatre va escriure:
- L'école des journalistes (1840);
- Judith (1843);
- Cléôpatre (1847);
- C'est la faute du mari (1851);
- Lady Tartufe (1853);
- La joie fait peur (1854), i Le chapeau d'un horloger (1855), obres que van aconseguir molt d'èxit, a excepció de la primera que va ser prohibida per la censura: Una altra comèdia seva, Une femme qui déteste són mari, no va ser representada fins després de la mort de Girardin. Els millors literats de la seva època només van tenir elogis per a aquesta il·lustre escriptora. Les seves Ouvres complètes es van publicar el 1861 en sis volums.